# Універсальний регістр
Універсальний регістр (СА 09) є звичайним універсальним регістром і має можливість зсуву комбінації на виходах в обидві сторони.
Цей універсальний регістр має стробувальний вхід, тому всі зміни відбуваються тільки при надходженні стробувального імпульсу (C). На стенді відповідним перемикачем виконується вибір між ручним і неперервним (з генератора) режимами подачі стробувальних імпульсів. При подачі сигналу скиду (уст. 0) всі вихідні сигнали скидаються в "0".
Робота універсального регістра (RG) залежить від керувальних сигналів, що подаються на дешифратор управління (входи DC0 і DC1). Якщо на них обох подати сигнали логічного "0" то прийняття сигналів на виході регістра заборонене незалежно від вхідної комбінації, а при поданні двох логічних "1" дозволяється приймання вхідної комбінації в паралельному коді (D0 – D7) і на виходах регістра з’явиться вхідна комбінація після появлення стробувального імпульсу. Подача на керувальні входи протилежних логічних сигналів призведе до встановлення режиму зсуву вихідної комбінації на 1 комірку при кожному надходженні стробувального імпульсу. (Вліво чи вправо залежить від комбінації на керувальних входах – "01" чи "10").
Сигнал на вході A/B визначає як буде зсуватись вихідна комбінація (по колу чи ні).